# Grand Prix de triathlon 2008
Navigation
Grand Prix de triathlon 2007 Grand Prix de triathlon 2009
Le Grand Prix de triathlon 2008 est composée de cinq courses organisées par la Fédération française de triathlon (FFTRI). Chaque course est disputée au format sprint soit 750 m de natation, 20 km de cyclisme et 5 km de course à pied. 
Le Grand Prix de triathlon 2008 se déroule du 18 mai au 20 septembre 2008.

## Calendrier
| Étapes   | Date                     | Villes    |
| -------- | ------------------------ | --------- |
| 1° étape | dimanche 18 mai 2008     | Dunkerque |
| 2° étape | dimanche 22 juin 2008    | Paris     |
| 3° étape | dimanche 6 juillet 2008  | Beauvais  |
| 4° étape | samedi 6 septembre 2008  | Bordeaux  |
| 5° étape | samedi 20 septembre 2008 | La Baule  |

## Clubs engagés

### Hommes
- Lagardère Paris Racing
- E.C. Sartrouville Triathlon
- Beauvais Triathlon
- Poissy Tri Duathon Club
- Saint-Raphaël Tri
- Les Sables Vendée Tri
- Metz Triathlon
- Mulhouse Olympique Tri
- Montluçon Triathlon
- US Vendôme Tri
- TCG 79 Parthenay
- Tri St-Amand-Dun 18
- Rouen Triathlon
- Groupe Tri Vesoul Haute-Saône
- Autun Triathlon
- Sainte-Geneviève Tri

### Femmes
- Poissy Tri Duathon Club
- Beauvais Triathlon
- Tri Club Châteauroux 36
- TCG 79 Parthenay
- Brive Limousin Triathlon
- Piranhas Triathlon Dieppe
- Montpellier Agglo Tri
- TO Club Cesson
- ASM Saint-Étienne TRI 42
- Saint Avertin Sports 37
- Tri Club Nantais
- Stade Poitevin Triathlon
- Issy Triathlon
- Sainte-Geneviève Tri

## Résultats

### Dunkerque[1]
| Position           | Hommes                 | Femmes                   |
| ------------------ | ---------------------- | ------------------------ |
| Médaille d'or      | Lagardère Paris Racing | Poissy Triathlon         |
| Médaille d'argent  | Beauvais Triathlon     | Beauvais Triathlon       |
| Médaille de bronze | Poissy Triathlon       | Brive Limousin Triathlon |

### Paris
| Position           | Hommes                 | Femmes                   |
| ------------------ | ---------------------- | ------------------------ |
| Médaille d'or      | Mulhouse Olympique Tri | Brive Limousin Triathlon |
| Médaille d'argent  | Saint-Raphaël Tri      | Poissy Triathlon         |
| Médaille de bronze | Beauvais Triathlon     | Tri Club Châteauroux 36  |

### Beauvais
| Position           | Hommes                      | Femmes                   |
| ------------------ | --------------------------- | ------------------------ |
| Médaille d'or      | Beauvais Triathlon          | Beauvais Triathlon       |
| Médaille d'argent  | E.C. Sartrouville Triathlon | Poissy Triathlon         |
| Médaille de bronze | Lagardère Paris Racing      | Brive Limousin triathlon |

### Bordeaux
| Position           | Hommes                 | Femmes                  |
| ------------------ | ---------------------- | ----------------------- |
| Médaille d'or      | Lagardère Paris Racing | Tri Club Châteauroux 36 |
| Médaille d'argent  | Poissy Triathlon       | Poissy Triathlon        |
| Médaille de bronze | Beauvais Triathlon     | Beauvais Triathlon      |

### La Baule
| Position           | Hommes                      | Femmes                   |
| ------------------ | --------------------------- | ------------------------ |
| Médaille d'or      | Beauvais Triathlon          | Poissy Triathlon         |
| Médaille d'argent  | Lagardère Paris Racing      | Tri Club Châteauroux 36  |
| Médaille de bronze | E.C. Sartrouville Triathlon | Brive Limousin triathlon |

## Classement général final
| Position | Hommes                        | Hommes | Femmes                    | Femmes |
| Position | Équipes                       | Points | Équipes                   | Points |
| -------- | ----------------------------- | ------ | ------------------------- | ------ |
|          | Beauvais Triathlon            | 90     | Poissy Triathlon          | 84     |
|          | Lagardère Paris Racing        | 86     | Beauvais Triathlon        | 72     |
|          | Poissy Triathlon              | 76     | Brive Limousin triathlon  | 72     |
| 4e       | E.C. Sartrouville Triathlon   | 69     | Tri Club Châteauroux 36   | 56     |
| 5e       | Mulhouse Olympique Tri        | 65     | TO Club Cesson            | 51     |
| 6e       | Les Sables Vendée Tri         | 51     | TCG 79 Parthenay          | 49     |
| 7e       | Saint-Raphaël Tri             | 47     | Tri Club Nantais          | 38     |
| 8e       | Autun Triathlon               | 44     | Stade Poitevin Triathlon  | 38     |
| 9e       | Rouen Triathlon               | 43     | Saint Avertin Sports 37   | 36     |
| 10e      | Metz Triathlon                | 42     | Montpellier Agglo Tri     | 31     |
| 11e      | TCG 79 Parthenay              | 40     | ASM Saint-Étienne TRI 42  | 31     |
| 12e      | Montluçon Triathlon           | 33     | Issy Triathlon            | 28     |
| 13e      | US Vendôme Tri                | 33     | Sainte-Geneviève Tri      | 22     |
| 14e      | Sainte-Geneviève Tri          | 31     | Piranhas Triathlon Dieppe | 17     |
| 15e      | Tri St-Amand-Dun 18           | 22     |                           |        |
| 16e      | Groupe Tri Vesoul Haute-Saône | 17     |                           |        |

## Résultats individuels
| Hommes                                          | Dunkerque | Paris | Beauvais | Bordeaux | La Baule |
| ----------------------------------------------- | --------- | ----- | -------- | -------- | -------- |
| Tony Moulai (Poissy Triathlon)                  | 1er       |       |          |          |          |
| Frédéric Belaubre (Beauvais Triathlon)          | 2e        |       |          |          | 2e       |
| Stuart Hayes (Lagardère Paris Racing)           | 3e        |       |          |          | 1er      |
| Filip Ospalý (E.C. Sartrouville Triathlon)      |           | 1er   |          |          |          |
| Aurélien Raphaël (Sainte-Geneviève Tri)         |           | 2e    |          |          | 3e       |
| Yohann Vincent (Mulhouse Olympique Tri)         |           | 3e    |          |          |          |
| Kris Gemmell (Beauvais Triathlon)               |           |       | 1er      |          |          |
| Alistair Brownlee (E.C. Sartrouville Triathlon) |           |       | 2e       |          |          |
| Tim Don (Beauvais Triathlon)                    |           |       | 3e       |          |          |
| Brad Kahlefeldt (Lagardère Paris Racing)        |           |       |          | 1er      |          |
| Steffen Justus (Metz Triathlon)                 |           |       |          | 2e       |          |
| Gregor Buchholz (Autun Triathlon)               |           |       |          | 3e       |          |

| Femmes                                     | Dunkerque | Paris | Beauvais | Bordeaux | La Baule |
| ------------------------------------------ | --------- | ----- | -------- | -------- | -------- |
| Erin Densham (Poissy Triathlon)            | 1er       |       | 3e       | 1er      |          |
| Andrea Hewitt (Beauvais Triathlon)         | 2e        |       | 2e       |          |          |
| Hollie Avil (Beauvais Triathlon)           |           |       | 1er      |          |          |
| Maria Cześnik (TO Club Cesson)             | 3e        |       |          |          | 3e       |
| Rebecca Robisch (Brive Limousin triathlon) |           |       |          | 2e       |          |
| Magali Di Marco (Tri Club Châteauroux 36)  |           | 1er   |          | 3e       | 2e       |
| Ricarda Lisk (Tri Club Châteauroux 36)     |           | 2e    |          |          |          |
| Emmie Charayron (Brive Limousin triathlon) |           | 3e    |          |          |          |
| Jessica Harrison (Poissy Triathlon)        |           |       |          |          | 1er      |